# Apaidia griseata
Apaidia griseata là một loài bướm đêm thuộc phân họ Arctiinae, họ Erebidae.